# Olceclostera reperta
Olceclostera reperta är en fjärilsart som beskrevs av Walker 1865. Olceclostera reperta ingår i släktet Olceclostera och familjen silkesspinnare. Inga underarter finns listade i Catalogue of Life.